# 金银墙
金银墙（1965年1月—），男，朝鲜族，黑龙江佳木斯人，中华人民共和国政治人物。曾任哈尔滨市中级人民法院院长。现任福建省高级人民法院党组书记、院长。第五届福建省法官协会会长。